# Port lotniczy Oyem
Port lotniczy Oyem (ICAO: FOGO, IATA: OYE) – międzynarodowy port lotniczy położony w Oyem, w Gabonie.

## Kierunki lotów i linie lotnicze
| Linia Lotnicza                | Kierunek                     |
| ----------------------------- | ---------------------------- |
| AfriJet                       | 1. Libreville 2. Port-Gentil |
| Nationale Regionale Transport | 1. Libreville 2. Port-Gentil |